# Swisher County
Swisher County är ett administrativt område i delstaten Texas, USA, med 7 854 invånare (2010). Den administrativa huvudorten (county seat) är Tulia.

## Geografi
Enligt United States Census Bureau har countyt en total area på 2 334 km². 2 331 av den arean är land och 3 km² är vatten.  

### Angränsande countyn
- Randall County - norr
- Armstrong County - nordost
- Briscoe County - öster
- Floyd County - sydost
- Hale County - söder
- Castro County - väster